# Neporadza, Trenčín
Neporadza este o comună slovacă, aflată în districtul Trenčín din regiunea Trenčín, pe malul râului Svitavský potok⁠(d). Localitatea se află la altitudinea de 286 m deasupra n.m., se întinde pe o suprafață de 14,21 km2 și în 2017 număra 816 locuitori.

## Istoric
Localitatea Neporadza este atestată documentar din 1269.

## Demografie
| An:                | 1994 | 2004   | 2014   | 2024   |
| ------------------ | ---- | ------ | ------ | ------ |
| Număr de persoane: | 835  | 773    | 797    | 802    |
| Diferență:         |      | −7,42% | +3,10% | +0,62% |

| An:                | 2023 | 2024   |
| ------------------ | ---- | ------ |
| Număr de persoane: | 794  | 802    |
| Diferență:         |      | +1,00% |